# Rajd Asturii 2010
Rajd Asturii 2010 (47. Rally Principe de Asturias) – 47 edycja rajdu samochodowego Rajd Asturii rozgrywanego we Hiszpanii. Rozgrywany był od 9 do 11 września 2010 roku. Była to ósma runda Rajdowych Mistrzostw Europy w roku 2010 oraz siódma runda Rajdowych Mistrzostw Hiszpanii. Składał się z 13 odcinków specjalnych.

## Klasyfikacja rajdu
| Miejsce                | Kierowca               | Pilot                  | Samochód                | Czas                   | Strata                 |
| Klasyfikacja generalna | Klasyfikacja generalna | Klasyfikacja generalna | Klasyfikacja generalna  | Klasyfikacja generalna | Klasyfikacja generalna |
| ---------------------- | ---------------------- | ---------------------- | ----------------------- | ---------------------- | ---------------------- |
| 1.                     | Alberto Hevia          | Alberto Iglesias Pin   | Škoda Fabia S2000       | 2:45:08.5              | 0.0                    |
| 2.                     | Víctor Senra           | David Vázquez          | Ford Fiesta S2000       | 2:48:26.3              | +3:17.8                |
| 3.                     | Miguel Ángel Fuster    | Ignacio Aviñó          | Škoda Fabia S2000       | 2:52:45.9              | +7:37.4                |
| 4.                     | Gorka Antxustegui      | Gabriel Suárez         | Suzuki Swift S1600      | 2:53:59.4              | +8:50.9                |
| 5.                     | Luigi Fontana          | Renzo Casazza          | Peugeot 207 S2000       | 2:57:58.4              | +12:49.9               |
| 6.                     | Antonín Tlusťák        | Jan Škaloud            | Peugeot 207 S2000       | 2:58:49.8              | +13:41.3               |
| 7.                     | Alberto Monarri        | Borja Rozada           | Mitsubishi Lancer Evo X | 2:58:52.2              | +13:43.7               |
| 8.                     | Rubén Gracia           | Sergio Sanjuán         | Ford Fiesta S2000       | 3:03:18.1              | +18:09.6               |
| 9.                     | Adrián Díaz            | César Díaz             | Ford Fiesta R2          | 3:05:05.3              | +19:56.8               |
| 10.                    | Ferrán Pujol           | Enric Rosell           | Suzuki Swift Sport      | 3:10:02.1              | +24:53.6               |
| ERC                    |                        |                        |                         |                        |                        |
| 1 (5.)                 | Luigi Fontana          | Renzo Casazza          | Peugeot 207 S2000       | 2:57:58.4              | 0.0                    |
| 2. (6.)                | Antonín Tlusťák        | Jan Škaloud            | Peugeot 207 S2000       | 2:58:49.8              | +51.4                  |